# Otívar
Otívar é um município da Espanha na província de Granada, comunidade autónoma da Andaluzia, de área 57,52 km² com população de 1136 habitantes (2007) e densidade populacional de 18,36 hab/km².

## Demografia
| Variação demográfica do município entre 1991 e 2004 | Variação demográfica do município entre 1991 e 2004 | Variação demográfica do município entre 1991 e 2004 | Variação demográfica do município entre 1991 e 2004 |
| --------------------------------------------------- | --------------------------------------------------- | --------------------------------------------------- | --------------------------------------------------- |
| 1991                                                | 1996                                                | 2001                                                | 2004                                                |
| 1161                                                | 1108                                                | 1082                                                | 1056                                                |